# Leopard 2
A Leopard 2 német általános harckocsi, amelyet az 1970-es évek elején fejlesztettek ki és 1979-ben állítottak szolgálatba. A Bundeswehr és több más hadsereg fő harckocsitípusa. A Krauss-Maffei-Wegmann cég gyártja. Ezzel váltották le a korábban rendszeresített Leopard 1-et. A világ legerősebb harckocsijának számít; különböző változatai Németország fegyveres erőin kívül más országok hadseregeiben is szolgálatot teljesítenek.
Két fő sorozata van. Az első sorozat modelljei (a 2A4-ig bezárólag) függőlegesen kialakított toronnyal rendelkeztek, a második sorozatban (a 2A5 és a későbbi változatok) – sok egyéb változtatás mellett – döntött falú (nyílhegyhez hasonló alakú) tornyot alkalmaztak. Valamennyi modellt ellátták digitális tűzvezető rendszerrel, lézeres céltávolság-mérővel, lövegstabilizátorral, a lövegcsővel párhuzamosított géppuskával és éjjellátó készülékkel (az első járműveknél még fényerősítő készüléket használtak, később infravörös készüléket vezettek be helyettük).
A típus A4-es és A7-es változatát a Magyar Honvédség is rendszeresítette.Az országnak jelenleg is készítik az A8HU Változatát

## Történet

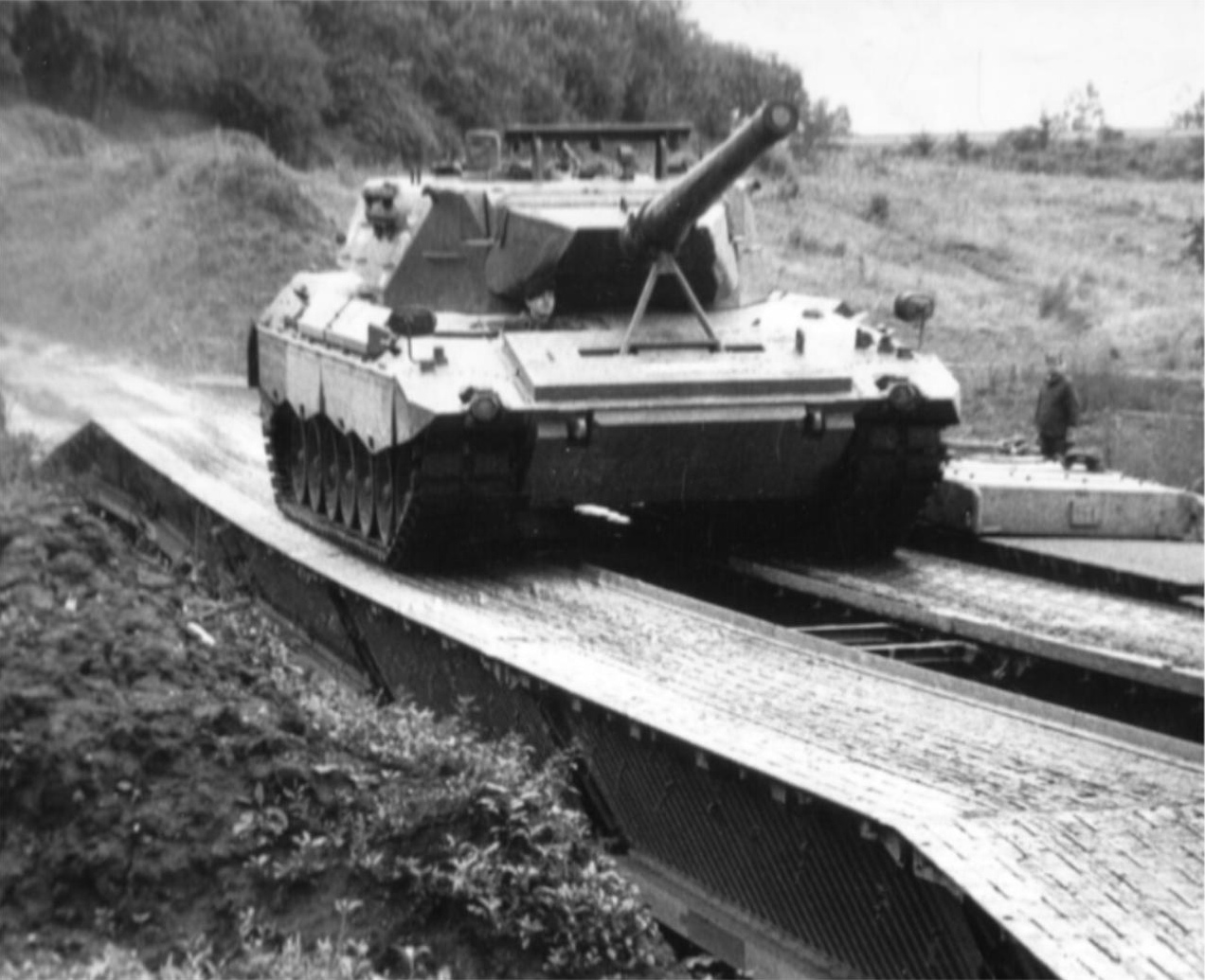
Az előszéria egy prototípusa, 1978-ban

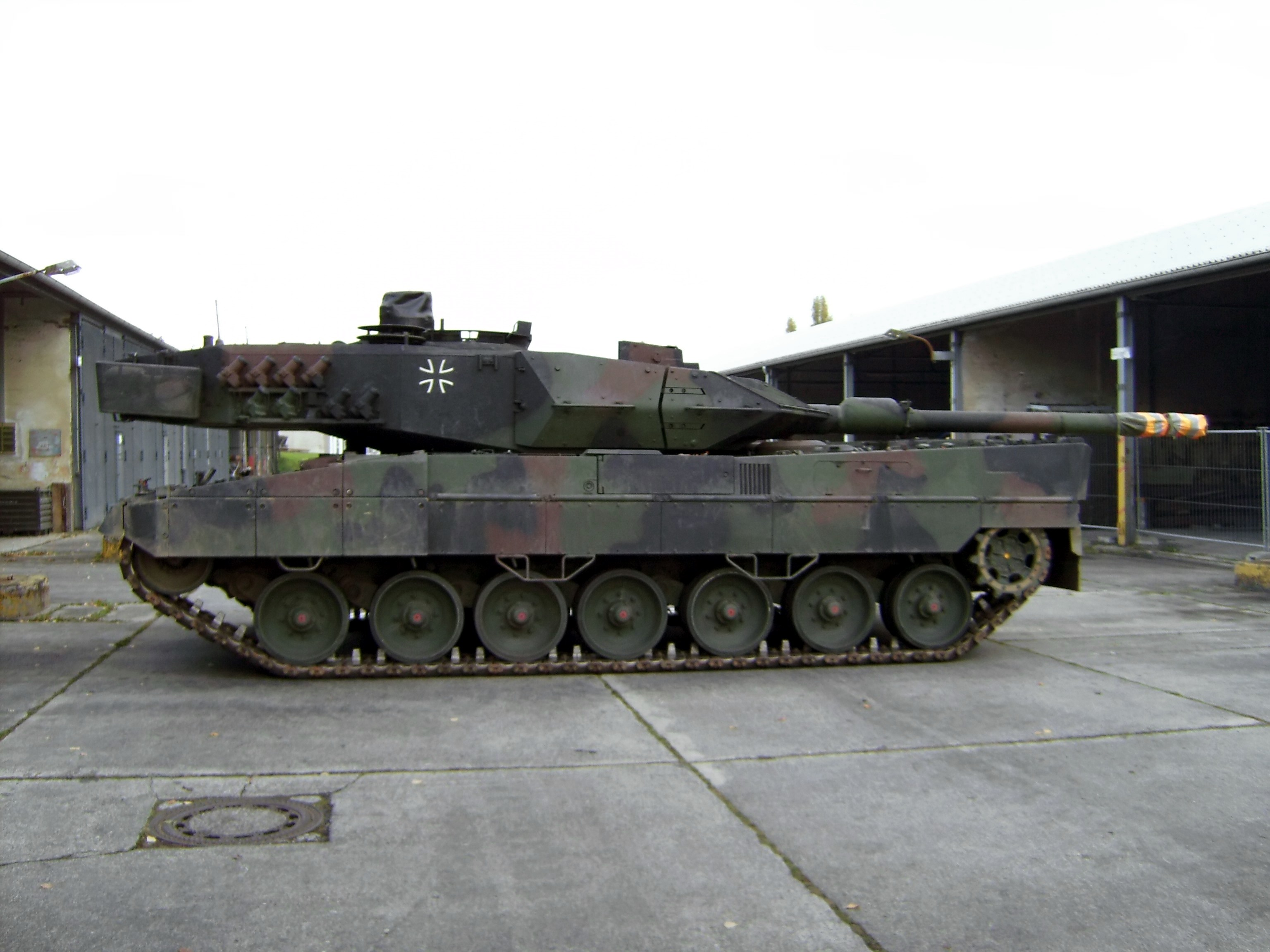
Német Leopard 2A6M

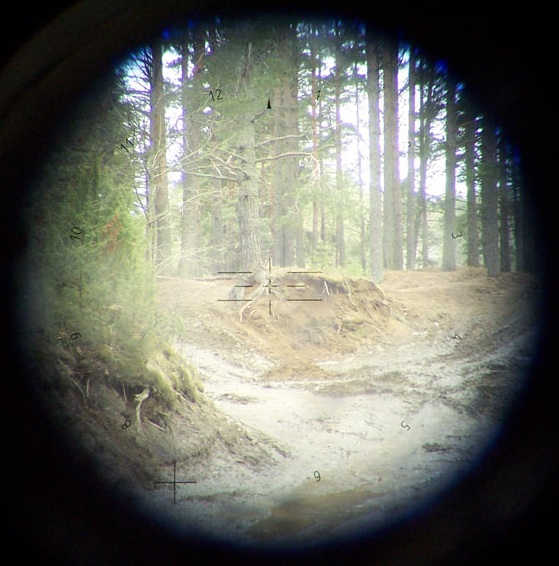
Kilátás a parancsnok periszkópján

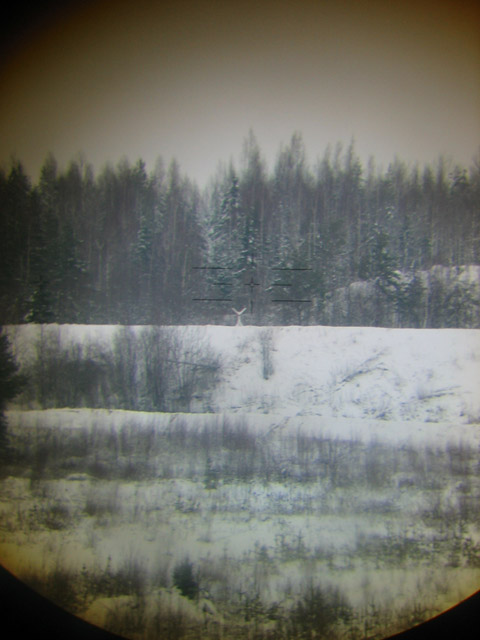
Kilátás nappal az EMES-15 célzókészülékből, 12-szeres nagyítás

Alighogy a Leopard 1 szolgálatba lépett 1965-ben, rögtön felmerült az új 120 mm-es Rheinmetall L44 ágyú bevezetésének a gondolata. Erre az újabb szovjet harckocsik miatt volt szükség. Végül elvetették az ötletet az MBT-70 "szupertank" kedvéért, amit az Egyesült Államokkal közösen indítottak el. Célja egy közös harckocsitípus kifejlesztése lett volna. Az MBT-70 innovatív konstrukció volt, meglepő ötletekkel, ám ezeket akkor még nem lehetett megvalósítani. Ugyanakkor a költségei oly nagyok voltak, hogy emiatt Nyugat-Németország 1969-ben visszalépett a projekttől. Az elért eredményeket részben hasznosították.
1970-ben országon belül kezdtek újabb fejlesztésbe. Egy év után úgy döntöttek, hogy a '60-as évek végi Experimentalentwicklung (későbbi nevén Keiler) projektre alapozzák az új típust. Néhány fontos szerkezeti elemet mégis az MBT-70-től vettek át. A jármű tömegének 50 tonnás felső határt szabtak. Az új típus 1971-ben kapta meg a Leopard 2 nevet, a korábban hadrendbe állított Leopard típus nevét pedig visszamenőleg Leopard 1-re változtatták. Tizenhét prototípust terveztek, ebből végül tizenhat teknő készült el.
Az amerikaiak 1973-ban megvásárolták a 7. sz. prototípust. Alaposan megvizsgálták, majd 1974. december 11-én egy memorandumot írt alá a két ország, amely egy új tank esetleges közös fejlesztéséről és a technológia megosztásról szólt.
A jom kippuri háború tapasztalatainak elemzésekor kiderült: sokkal erősebb páncélzatra van szükség, mint azt eredetileg tervezték. A prototípusok ugyanis először erősen dőlt, üreges páncélzatot kaptak. A páncélzat cseréjével a tömeg hatvan tonnára növekedett. A tizennégyes számú tornyot építették át az új páncélzat teszteléséhez. Mivel a lőszertárolót is a toronyban alakították ki, az új torony sokkal nagyobb lett, mint az előd, a Leopard 1 tornya. A Leopard 2-n kezdetben perforált acélból készült páncélt használtak és nem a Chobham páncélt, mint azt gyakran állítják. A 14-es toronyba szerelték be az új 120 mm-es Rheinmetall ágyút. Az első tesztek után két új teknőt és három tornyot építettek további tesztekhez. Az első toronyba (20-as számú) az eredeti L7A3 105 mm-es ágyút szerelték. A második (a 19-es) megkapta a Leopard 1 tűzvezető rendszerét, és alkalmassá tették arra, hogy az ágyút kicserélhessék benne a 120 mm-es Rheinmetall változatra. A harmadik (a 21-es számú) torony a 120 mm-es ágyút kapta meg és az új Hughes-Krupp Atlas Elektronik EMES 13 tűzvezető rendszert.
1976 nyarán a 19-es prototípust teljesen összeszerelték és az USA-ba szállították. Szintén átszállították a húszas számú teknőt és egy különleges járművet, melyet célpontnak alakítottak ki, hogy a páncélzatot tesztelhessék rajta. A prototípust Leopard 2AV (Austere Version) néven emlegették, mert csak egy egyszerűsített tűzvezető rendszert kapott. 1976 augusztusában érkezett meg az Egyesült Államokba. Itt az Aberdeen Proving Ground lőtéren 1976 szeptemberétől széles körű tesztnek vetették alá, elsősorban az XM1 típussal versenyeztetve (ez volt az M1 Abrams prototípusa). A tesztsorozat egészen decemberig tartott. A jelentésben megállapították, hogy a két típus egyforma mozgékonyságú és tűzerejű, de az XM1-nek jobb a páncélzata. Ma már tudjuk, hogy ez utóbbi csak akkor igaz, ha a páncélt tompa töltet (hollow charge) találja el, a kinetikus energiájú (KE charge) töltettel szemben a Leopard 2 páncélzata sokkal hatásosabb védelmet nyújt. A robbanótöltetekkel (shaped charge) szemben is jobban véd a Leopard 2. Ezen kívül a dízelmotorja megbízhatóbb, és ugyanakkora teljesítményt ad le mint az Abrams gázturbinás hajtóműve. A dízelmotor zajosabb, de jóval kisebb az üzemanyag-fogyasztása. A 20. sz. Leopard 2 teknő tömegét a szimuláció során irreális mértékben növelték meg, ugyanis a torony páncélzatának tömegét is a teknőhöz igazították, ilymódon téve értéktelenné az eredményeket. Az USA már a tesztek előtt eldöntötte, hogy az M1A1 Abramset fogja rendszeresíteni, de nem vetették el a Leopard 2 átvételét sem, ezért került sor a hosszú tesztsorozatra.
A két teknőt visszaszállították az NSZK-ba, ahol újabb teszteket végeztek rajtuk. A 19. sz. torony az USA-ban maradt, ahol rászerelték a korábban megvásárolt 7. sz. teknőre, az ágyút pedig kicserélték az új 120 mm-es Rheinmetall lövegre. Az 1977-ig végrehajtott lőpróbákon kiderült, hogy messze felülmúlja azt a 105 mm-es M7-es löveget, amit az Abrams tankok első sorozata kapott. Ezt számos NATO harckocsi-lövészet erősítette meg a későbbiekben.
1977 januárjában egy kis előszériát építettek (3 teknő és 2 torony). Újabb tesztek után még jobban megerősítették a teknő elülső páncélzatát.
Végül 1977 szeptemberében a Német Hadügyminisztérium 1800 db Leopard 2-es harckocsit rendelt meg, melyet öt részletben kívántak legyártatni. Az elsőt 1979. október 25-én le is szállították. Hollandia már korábban felfigyelt az új típusra. Eredetileg az M1-et akarták rendszeresíteni, azonban elálltak ettől és inkább a Leopard 2-t választották. Az okok között szerepelt a magas üzemeltetési költség, ill. az USA nem volt hajlandó módosított M1-et fejleszteni a holland igényeknek megfelelően. A hollandok ugyanis a 120 mm-es ágyút szerették volna beépíttetni az M1-be az eredeti 105 mm-es helyett. Ezért a hollandok a Leopard 2 beszerzése mellett döntöttek és 1979. március 2-án meg is rendeltek 445 darabot belőle. Svájc 1983. augusztus 25-én rendelt meg 35 db-ot, majd 1987 decemberétől további 345 db-ot gyártottak licencben.
Mivel a '80-as években sikeres volt az exportja (a legutolsó generációs tankok közül ez volt a legsikeresebb ezen a téren), a kilencvenes években igen elterjedtté vált, különösen amikor a német haderőcsökkentés során a Bundeswehr rengeteg tartalékállományú Leopard 2-t ajánlott fel megvételre más országoknak, erősen csökkentett áron. Napjainkban annyira sikeres az exportja, hogy a gyártó már Euro Leopard néven emlegeti. Meg kell jegyezni azonban, hogy jelenleg Franciaország, Nagy-Britannia és Olaszország saját maga által fejlesztett és gyártott típust tart rendszerben.

## Felépítés

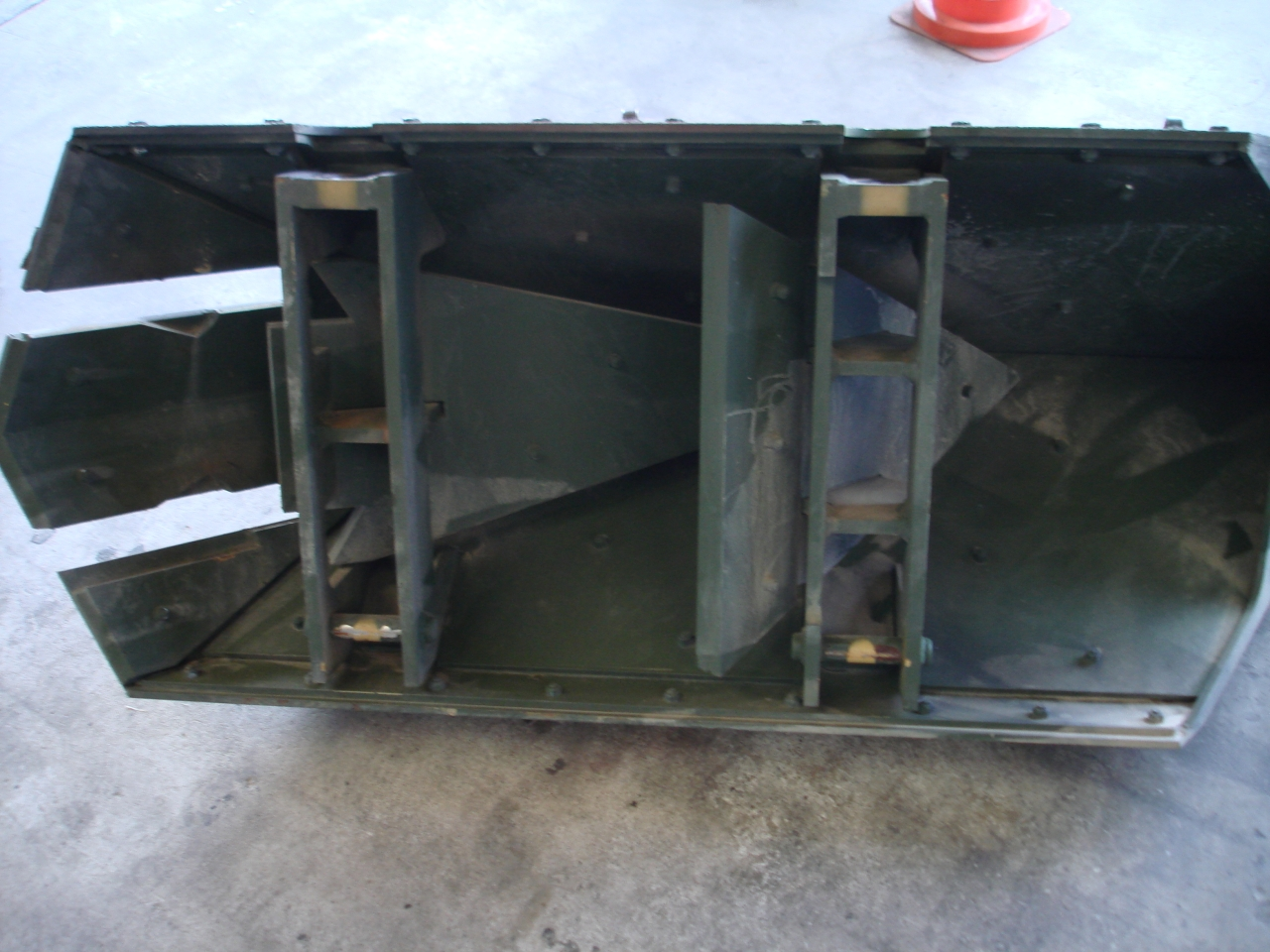
Leszerelt ékalakú páncélzat

A Leopard 2 ugyanabban az évben került gyártásba, mint a T-72A, azonban attól jelentősen eltérő megközelítéssel tervezték. A német harckocsinál a karbantarthatóságot kiemelt szempontként kezelték. Ennek megfelelően a teljes hajtáslánc (motor, váltó, előtéthajómű, hűtés, segédberendezések) egy darabban kiemelhetőek, ahogy a EMES tűzvezető rendszer, a PERI, a löveg és az egyéb komponensek is. Emiatt könnyen üzemeltethető, megbízható, és a lengyel tapasztalatok alapján 20%-kal olcsóbb karbantartani, mint a T-72A-t. A jármű legtöbb fontos eleme anélkül eltávolítható, hogy más elemet ki kelljen bontani, ráadásul számos szerelőnyílás lett a teknőn kialakítva, megkönnyítendő a szerelést. Ennek fényében a jármű teljes hajtáslánca a terepen is 35 perc alatt cserélhető, míg a T-72 esetében csak a motor cseréje sok órás művelet, felszerelt szakműhelyben is.
A harckocsi kialakítását jelentősen megszabta, hogy a torony és a teknő homlok-páncélzata kb. fél méter vastag üreges szerkezet. Mivel a korszerű APFSDS lövedékek nagyságrendileg kevésbé hajlamosak megpattanni, mint a korábbiak, már nem volt értelme döntött páncélzatot alkalmazni; inkább könnyebben gyártható, hegesztett lemezekből készített, szögletes páncélzatot terveztek. A járművet alacsony infravörös-kibocsátásúra tervezték, ezért több ponton sajátos megoldásokat használtak. Például álló helyzetben a harckocsi jobb lánctalpa felett hátul elhelyezett APU generátor látja el árammal a berendezéseket, így nem kell folyamatosan működtetni a nagy fogyasztású motort.
Hagyományos elrendezésű harckocsi: elejében található a vezető, mellette a lőszerkészlet egy része található. A vezető mellett és végig a lánctalp felett az oldalszekrényekben található az üzemanyag, ami egyben az üreges páncélzat egyik eleme. A torony középen található, melynek hátranyúló, robbanásbiztos rekeszében található a lőszerkészlet harmada, mellette a jármű üzemi segédberendezései. A parancsnok előtt van a tüzér ülése, a másik oldalon a töltő ül (de rendszerint álló helyzetben töltenek), a torony hátuljában pedig a két rádió és számos hidraulikai komponens található. A járműben a hidraulika-vezetékek védett helyeken futnak, a teknő belsejét repeszfogó burkolat fedi, a hajtásláncot és tartályokat tűzálló fal választja el a küzdőtértől. Kialakításánál fogva tehát a jármű találat esetén sokkal kisebb eséllyel gyullad ki és robban fel, mint orosz ellenfelei.

## Fegyverzet

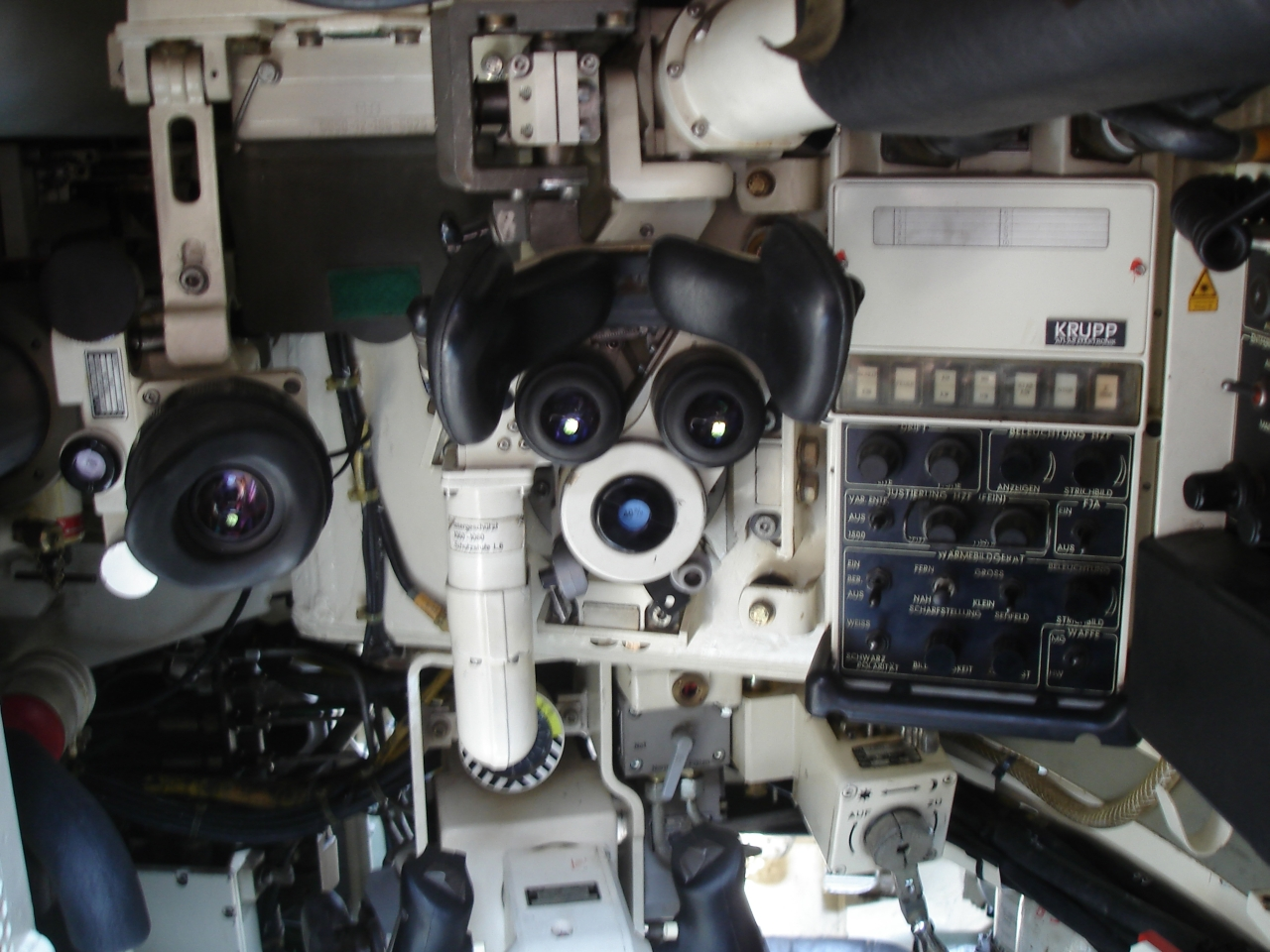
A célzókészülék A4-es változatú Leopard 2 harckocsin

### Fő fegyverzet
A harckocsi fő fegyverzete a Rheinmetall Rh120 típusú L/44, a 2A6 változattól kezdődően L/55 csőhosszúságú, 120 mm-es űrméretű, sima csövű harckocsiágyú, amelyet kétsíkú lövegstabilizátorral láttak el. A Bundeswehr két fő lőszertípust alkalmaz hozzá, a APFSDS-T leválóköpenyes, űrméret alatti szárnystabilizált páncéltörő lőszert és a HEAT-MP-T többcélú, szárnystabilizált többcélú kumulatív lőszert. Ezekkel 6000 m-es távolságra lévő célokat is meg tud semmisíteni. A lőszerből összesen 42 db-ot vihet magával. A torony baloldalán egy ajtót alakítottak ki a lőszer rakodásához. A Leopard 2 harckocsik az A6 verziótól kezdődően képesek DM11 típusú programozható repesz-romboló lőszert tüzelni, amelynek gyújtóját kilövés előtt elektronikusan lehet programozni, hogy egy adott távolság megtétele után, például egy lövészárok felett robbanjon, vagy a célba csapódás pillanatában, vagy épp késleltetéssel, a becsapódás után a falat áttörve épületen belül.  

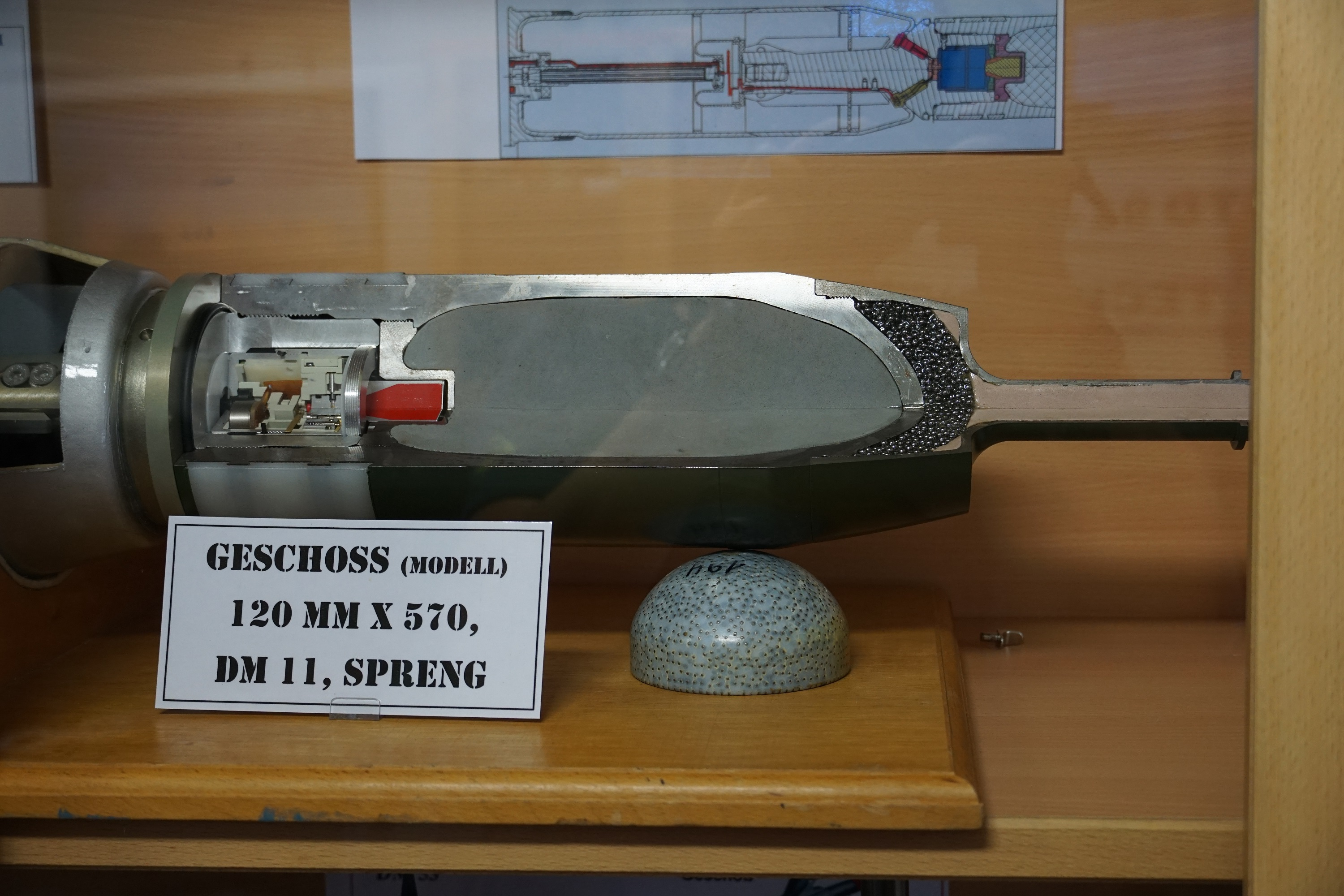
Programozható DM11 típusú 120 mm-es repeszgránát metszete

A korai változatok még AEG-Telefunken FLT2 analóg tűzvezető rendszert használtak, amiket később Krupp-Atlas EMES-15 digitális rendszerrel váltottak fel. Képes arra, hogy mozgás közben, egyenetlen terepen mozgó célpontokat támadjon. A pontos célzáshoz öt adatra van szükség: a cél távolsága és sebessége, a saját harckocsi sebessége, dőlésszöge és a lőszer típusa. A találat esélye egyforma mind menetben, mind álló helyzetben. A parancsnok a PERI optikai rendszerrel figyelheti meg a környezetet. Mind a PERI, mint az EMES adott változatai közel másfélszer nagyobb távolságig hatásosak, mint a velük egyidős orosz berendezések.

### Kiegészítő fegyverzet
A harckocsi rendszerint két db géppuskával rendelkezik, változattól függően más-más elrendezésben.
1. 7,62 mm géppuska (jellemzően MG3 vagy FN MAG) rendszerint a töltő búvónyílásán van, de a parancsnok oldalára is felszerelhető. Légvédelmi célokat szolgál. Lőszer-javadalmazása 4750 db.
2. 12,7 mm-es M2HB géppuska vagy 40 mm-es GMG gránátvető távirányított fegyverrendszer részeként került be a harckocsi arzenáljába, az A7-es változattól kezdődően. A Honvédség A7HU változatú harckocsijai deFNderrel lesznek felszerelve.
3. 7,62 mm géppuska (jellemzően MG3 vagy FN MAG), a főfegyverzettel párhuzamosítva, az ellenséges gyalogság elleni harcra. Ez valamennyi Leopard-2 változatban megtalálható.

A torony két oldalán egy-egy 76 mm-es nyolccsövű ködgránátvető található.

## Mozgékonyság

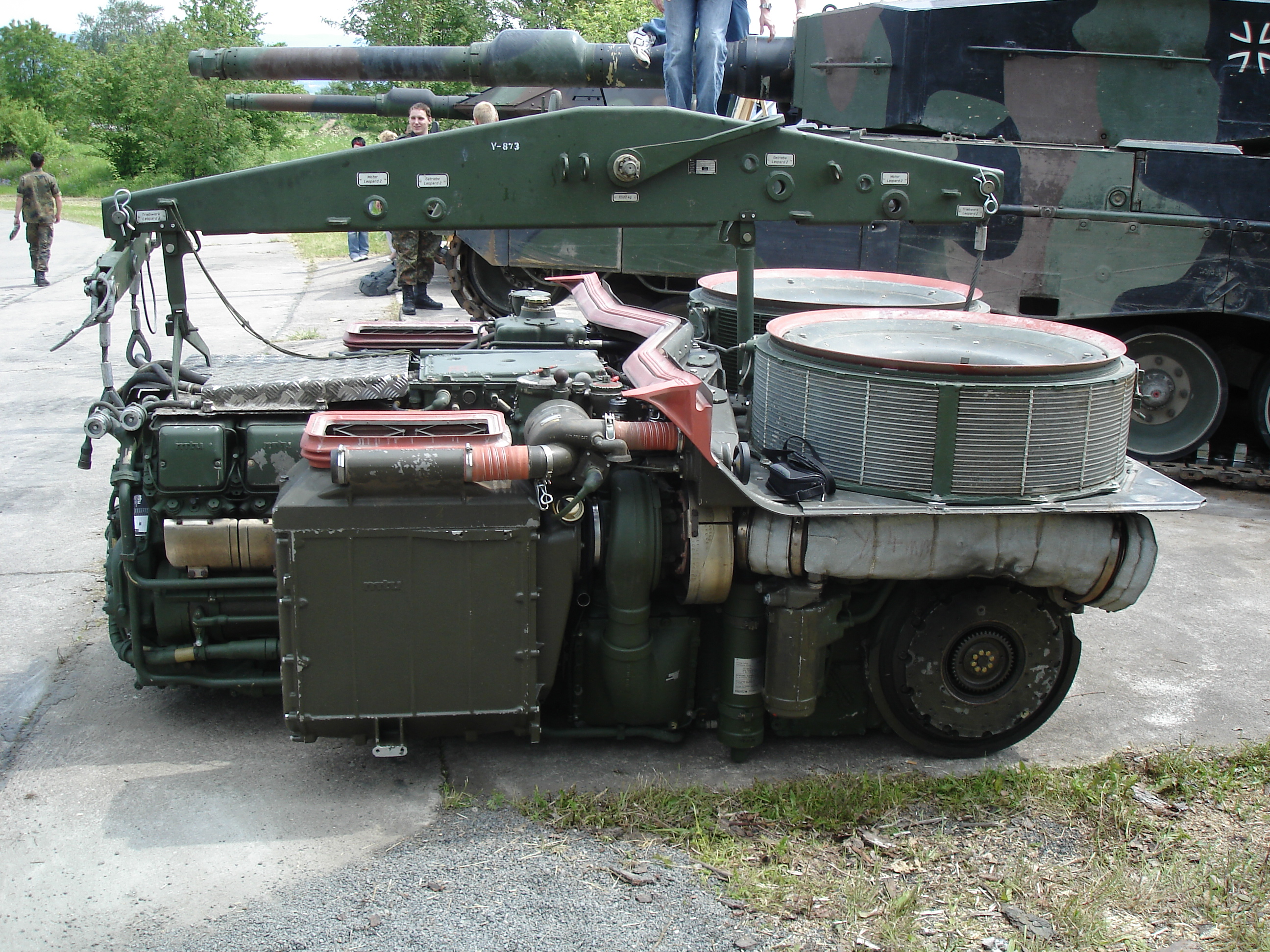
A Leopard 2 motorja

A harckocsi erőforrása egy MTU MB 873 Ka-501 típusú 12 hengeres, 47,6 l-es négyütemű turbófeltöltős dízelmotor, mely 1100 kW (1500 LE) teljesítmény leadására képes 2600/perc fordulaton. Többféle üzemanyag használható hozzá. Végsebessége 68 km/h, békeidőben csúcssebessége limitált 50 km/h-ig. Álló helyzetből 6 másodperc alatt gyorsul fel 35 km/h sebességre. Fékútja csúcssebességről álló helyzetig mindössze 35 m. Az egész motorblokk egyben cserélhető, akár a harcmezőn is. A csere időtartama nem haladja meg a 15-20 percet laktanyában, terepen pedig 35 perc a szintidő.
Erőátviteli rendszere egy Renk HSWL 354 hidrokinetikus sebességváltó. Négy előre- és két hátrameneti fokozata van. A sebességváltás automatikus. A motor és az erőátviteli rendszer egy blokkban helyezkedik el, integrált digitális hibakereső rendszert tartalmaz. A karbantartó személyzet egy külső notebook-ot használ hibakereséshez. A motor/sebességváltó blokk tömege 6120 kg.
Torziós rugózású futóműve a Leopard 1 tapasztalatai alapján készült, ezért jobban (nagyobb függőleges kitérésű görgők) illeszkedik a tagolt terephez is, miközben nagy sebességet tesz elérhetővé, továbbá 18 gumipapucsot a jármű hátulján tárolt acél kapaszkodókarmokra lehet cserélni, jelentősen növelve lejtőmászó képességét. 5 mp alatt megfordul a saját tengelye körül, egyméteres függőleges akadályt tud megmászni, és 3 m széles árkon tud átkelni. Összességében a Leopárd a leggyorsabb, terepen legagilisebb harckocsi volt elkészültekor, és jelentősen máig sem haladják meg képességeit. A kettős hűtőberendezést a motortértől teljesen elszeparálták, ezért a harckocsi akkor is működőképes marad, ha azt teljesen elönti a víz. Külön előkészítés nélkül 1,2 méteres levegőcső használatával 4 méter mély vízen tud átkelni.

## Páncélzat, védelmi képességek
A Leopard 2 harmadik generációs, Dorchester-típusú nemrobbanó-reaktív (NERA) páncélt tartalmaz a vékony, de keményített acélból készült üreges páncélzatban. A torony mellső és oldalsó részei külső, a tornyon ék alakú kiegészítő önkorlátozó-robbanóreaktív (SLERA) páncéllemezeket kaptak a későbbi típusokon (A5, A6, A7). Ez a páncél több lövést is kibír, mivel az ERA és kerámiapáncélokkal ellentétben nem semmisül meg működése közben. Védelmi képessége kinetikus energiával romboló (KE) lövedékkel szemben a toronyrészen 50–60 cm, a test homlokpáncélján 40–60 cm vastag hengerelt acéllemezzel egyenértékű, azonban a rendszer dinamikus működési elve miatt pontos érték nem határozható meg. A tesztek alapján a 120 mm-es urán APFSDS lőszerek 1,3 km távolságból, a 152 mm-es kumulatív és 105 mm-es wolfram APDS lőszerek közvetlen közelről sem képesek áttörni a páncélt – akkor sem, ha több egymást követő találat ér egy pontot. Az üreges formázott robbanótöltettel szembeni védelem másfélszer nagyobb, mint az adott páncélrész kinetikus védelme.
Tűz elleni védekezésül 4 db 9 kg-os halonnal oltó oltókészülék található a vezető mögötti részben. Ezek 70 °C-os hőmérséklet felett automatikusan üzembe lépnek, de kézzel is elindíthatóak. Egy 2,5 kg-os, szintén halonnal oltó kézi készülék is van a löveg alatt. Teljes ABV védelemmel is ellátták, a Dräger NBC rendszer állandóan 4 mbar túlnyomást állít elő, a szűrők kívülről cserélhetők. Aknák elleni védelemül kiegészítő páncélzat található a fenéklemezekre szerelve.

## Gyártás
1977 szeptemberében a Német Hadügyminisztérium 1800 db Leopard 2 beszerzése mellett döntött. A Krauss-Maffei céget választották fő partnernek, de a kieli Maschinenbau Kiel (MaK) cég is nagy mennyiséget gyártott és szállított le (a teljes mennyiség 45%-át).
Az első külföldi vásárló Hollandia volt, amely 445 darabot vásárolt 1981 és 1986 között. Ebből később 114-et továbbadtak Ausztriának, további 52 darabot pedig Norvégiának adtak el. Svédország 280 Leopardot szerzett be, ebből 160 darabot (2A4 modellek) Németországtól, a többi egy svéd módosított változat volt. Spanyolország először 108 db-ot bérelt (2A4), mielőtt a már megrendelt 219 db 2A6 modell (Leopardo 2E) megépült volna számukra. Svájc 380 db-ot vásárolt 1987 és 1993 között. Ezenkívül más országok is rendszeresítették, többek között Lengyelország, Dánia, Finnország, Görögország, Törökország és Chile. Németország összesen 2125 darabot épített saját maga számára. A konstrukciót Nagy-Britannia is tesztelte a '80-as években, végül a Challenger 2 mellett döntöttek. Az ausztrál hadsereg szintén kipróbálta 2003-ban (a régi Leopard 1-es tankok cseréje volt esedékes), de végül az M1 Abramsot választották.
A tendergyőzelmek egyértelművé teszik, hogy a Leopard 2 az egyik legsikeresebb tank a világon (Görögország az M1 Abrams ill. az AMX-56 Leclerc helyett választotta).

## Harci tapasztalatok

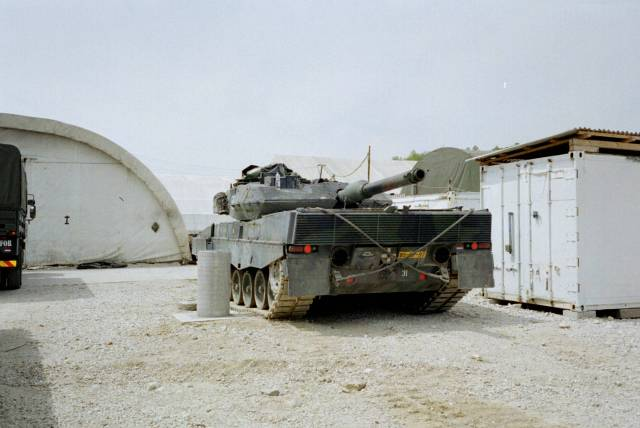
Holland Leopard 2 jugoszláviai misszióban

### Koszovó
A Koszovóban szolgálatot teljesítő német KFOR csapatok a Leopard 2A4 és 2A5 változatokat vetették be. Egy alkalommal az egyiket tűzharcban támadták meg, amiről filmfelvétel is készült.

### Afganisztán
Kanada a Leopard 2A6M változatból bérelt 20 darabot: az Afganisztánban szolgáló egységeik támogatására szánták. Első alkalommal 2007. november 7-én támadták meg az egyiket pokolgéppel. A harckocsi nem sérült meg komolyan, és a legénység is sértetlen maradt. A kanadai parancsnok egy e-mailben a következőket írta a német Védelmi Minisztérium tisztjeinek: „A legénység ráhajtott egy pokolgépre, és először nyílt alkalmuk tesztelni a Leopard 2A6M képességeit. Úgy működött, ahogyan vártuk.” Rich Hiller tábornok, a kanadai Védelmi Minisztérium törzsfőnöke visszautasította azokat a feltételezéseket, hogy a sérült harckocsit le kellett selejtezni: határozottan állította, hogy a sérült harckocsit megjavították. „A tálibok néhány alkalommal megtámadták az új Leopard 2 harckocsikat”, és ennek eredményeként „kemény leckében volt részük. A harcot hamar elvesztették.”
Dánia szintén Leopard 2 harckocsikat vetett be a Dél-Afganisztánban állomásozó csapatai támogatására. 2008 januárjában megállítottak egy tálib bekerítő manővert Helmand tartomány közelében. 2008. február 26-án az egyiket találat érte, sérüléseket okozva az egyik lánctalpában. Senki nem sebesült meg, a harckocsi saját lábán tért vissza a bázisára.
2008. július 25-én egy dán Leopard 2A5 ráhajtott egy pokolgépre. A robbanás ellenére a harckocsi továbbhajtott és még 200 métert tett meg, mielőtt megállt volna. A négytagú legénységből hárman sikeresen elhagyták a járművet, de a vezető bennragadt. Annak ellenére, hogy a helyszínen orvosi ellátást kapott, életét vesztette. A járművet bevontatták későbbi vizsgálatra. Ugyanebben az ütközetben egy második harckocsit is robbanás ért, annak személyzete sértetlen maradt.
2008. december 7-től kezdődött az Operation Red Dagger fedőnevű hadművelet, melyben Leopard 2 harckocsik is részt vettek. A harcok során összesen 31 lövést adtak le Nad Ali elfoglalása során. A brit hadügyminisztérium jelentése szerint a Leopard 2 harckocsik meghatározó szerepet játszottak abban, hogy a hadművelet sikeres volt.

### Szíria
2016 decemberéig a török hadsereghez tartozó több Leopard 2A4 vált kurd és ISIS csapatok áldozatává. Itt mutatkozott meg a típus egyik gyengesége a páncéltestben tárolt lőszer miatt, mely rakétatalálat esetén annak felrobbanásához vezetett.

## Változatok

### Leopard 2A0
A legelső sorozat (380 db egység), amely utólag kapta az A0 jelölést. Gyártása 1979-ben kezdődött meg, és 1982-ben fejeződött be. 209 db-ot a Krauss-Maffei (Alvázszám: 10001-10210), 171 db-ot a MaK (Alvázszám: 20001-20172) épített meg. A legelső darabokra még un. Low-Light Level TV készülék került, az utolsó 80 db-ra azonban már egy újabb, infraszenzoros éjjellátó készüléket szereltek. Utóbb a korábban gyártott egységek is megkapták ezt az újabb készüléket.

### Leopard 2A1
A második sorozat, összesen 450 db. Sok kisebb módosítást mellett ekkor kapta meg a lövegkezelő az új infra célzókészüléket. A Krauss-Maffei 248 db-ot (Alvázszám: 10211-10458), a MaK 202 db-ot (Alvázszám: 20173-20347) gyártott. A szállítások 1982 márciusában kezdődtek és 1983 novemberében értek véget. Két fontos módosítást eszközöltek. Az egyik a lőszertároló átalakítása volt, ami így azonos lett az M1 Abrams tárolójával. A másik pedig az újratervezett üzemanyagszűrő, ami csökkentette a tankolási időt.
A harmadik sorozat 300 db Leopard 2-t tartalmazott, a Krauss-Maffei 165 db-ot (Alvázszám: 10459-20623), míg a MaK 135 db-ot (Alvázszám: 20375-20509) gyártott 1983 novembere és 1984 novembere között. Több, egyenként apró módosítást hajtottak végre, ezeket később a többi 2A1 modell is megkapta.

### Leopard 2A2
A legelső gyártási sorozat feljavításával keletkezett, mert az első szériát a második és a harmadik szintjére hozták fel. Kicserélték az eredeti PZB 200 éjjellátó készüléket a modernebb EMES 15 infrakészülékre. Az elülső üzemanyagtartályra külön töltőnyílást szereltek, ezzel lehetővé vált több üzemanyagtartály párhuzamos megtankolása. Deflektor tányért szereltek a periszkópra, a meglévő ABV rendszert egy további lemezzel takarták le. Végül valamennyi harckocsi 5 méteres vontatókábelt kapott, ezeket több különböző pontra lehet felszerelni. A program 1984 és 1987 között zajlott. Az új harmadik, negyedik és ötödik sorozatot már eleve ezekkel a módosításokkal gyártották le. A modernizált első sorozat arról a kör alakú fedőlemezről ismerhető fel, mellyel az oldalszelet érzékelő – korábban eltávolított – szenzor fészkét takarták le.

### Leopard 2A3
Ez volt a negyedik sorozat. Összesen 300 db készült belőle. A Krauss-Maffei 165 db-ot (Alvázszám: 10624-10788), a MaK 135 db-ot (Alvázszám: 20510-20644) gyártott és szállított le 1984 decembere és 1985 decembere között. Új SEM 80/90 típusú rádiókat szereltek be, a lőszeradagoló nyílásokat pedig lehegesztették. Ezek ugyan kis módosítások voltak, mégis új alváltozatként jegyzik őket.

### Leopard 2A4

Leopard 2A4 a Bécsi Hadtörténeti Múzeumban

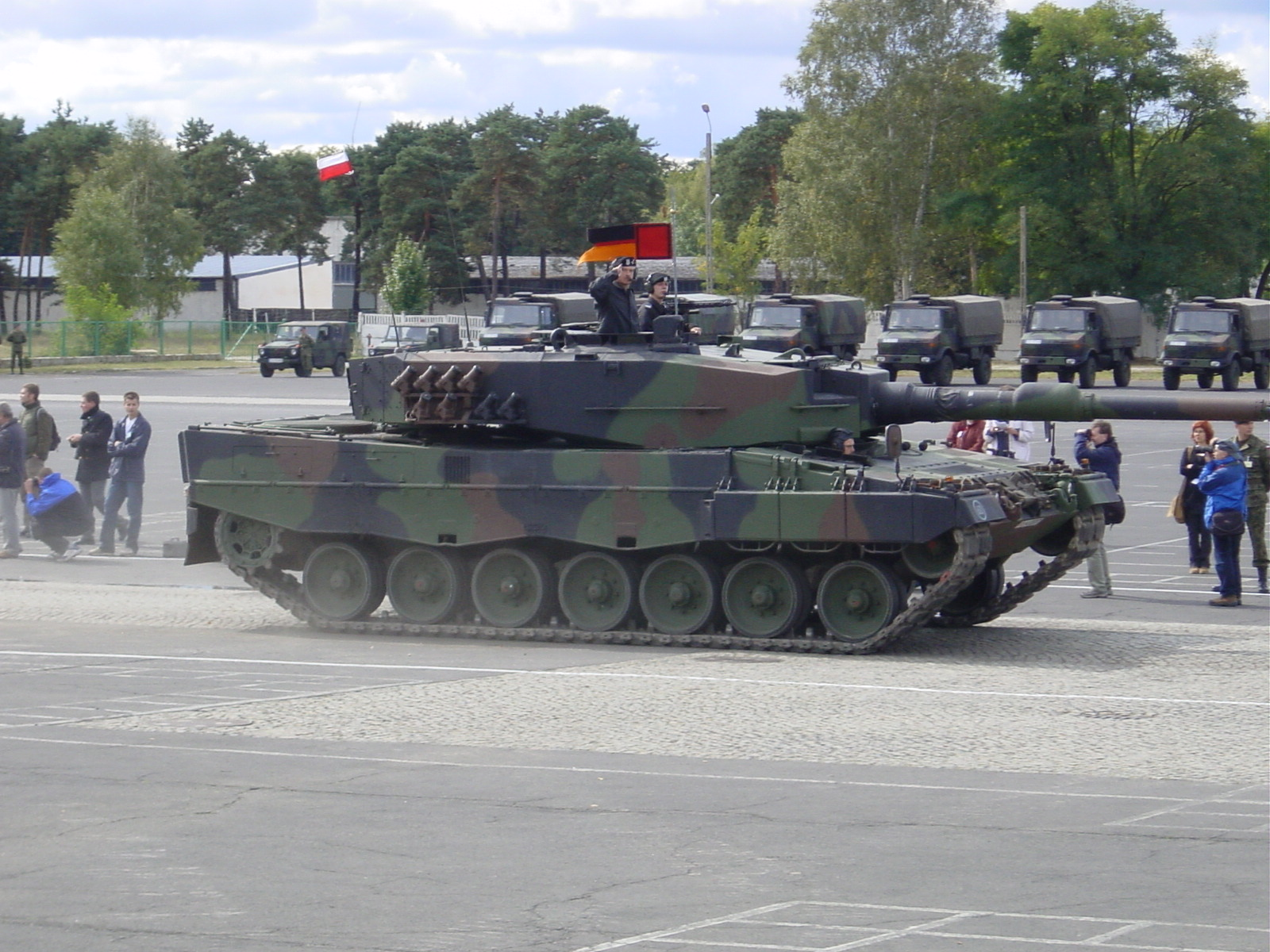
Lengyel Leopard 2A4

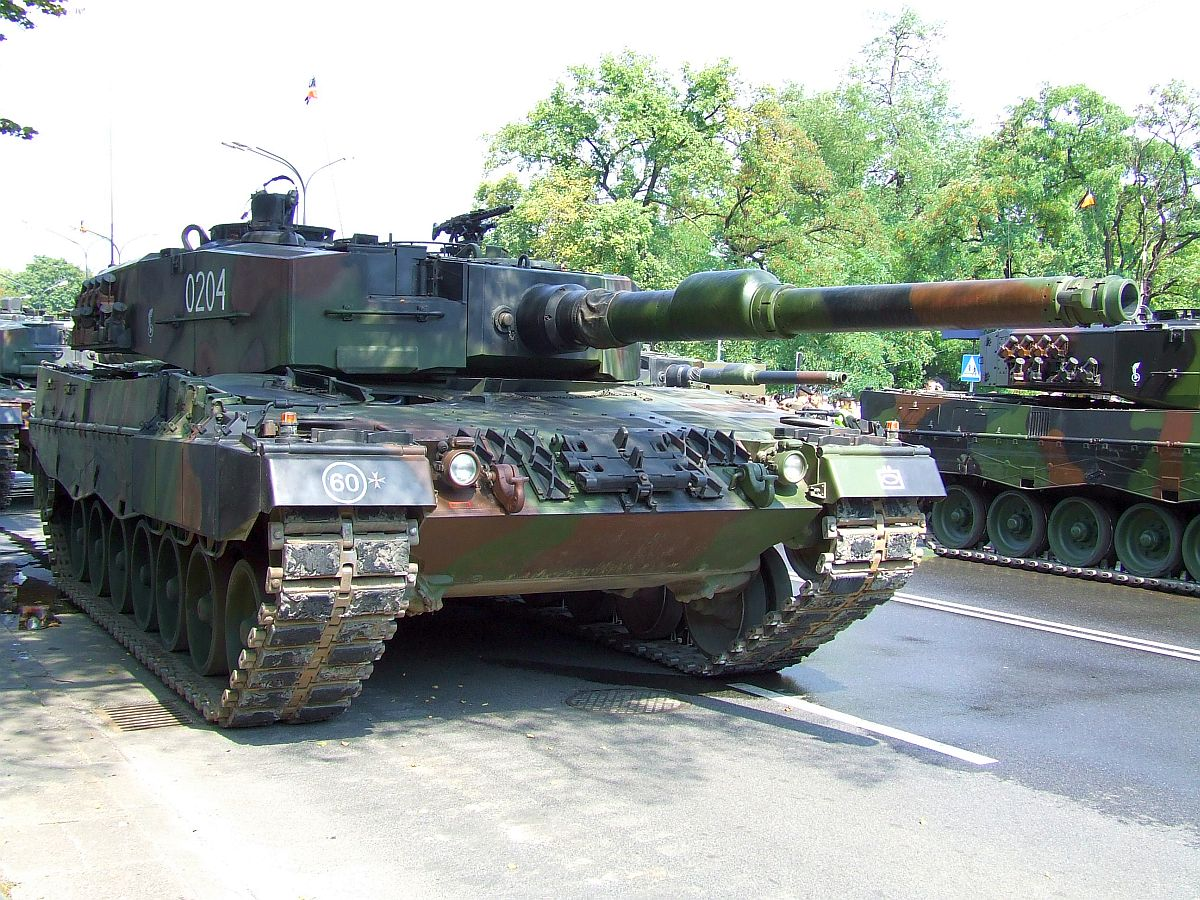
A lengyel hadsereg egyik Leopard 2A4-e

A legelterjedtebb változat. A korábbiakhoz képest komolyabbak a változtatások: automatizálták a tűzvezető és fojtó rendszert, a teljesen digitalizált rendszer új lőszerfajták kezelésére is képes, a torony páncélzata pedig titán/wolfram ötvözetből készült.
- 370 darab alkotja az ötödik sorozatot; a Krauss-Maffei 190 darabot (Alvázszám: 10789-10979), a MaK 180 darabot (Alvázszám: 20645-20825) szállított le 1985 decembere és 1987 márciusa között.
- Eredetileg öt sorozatot terveztek a Leopard 2-ből, mégis egy újabb, 150 darabos sorozatra adtak le megrendelést; a Krauss-Maffei 83-at (Alvázszám: 10980-11062), a MaK 67-et (Alvázszám: 20826-20892) szállított le 1987-ben. Kicserélték az akkumulátorokat és a lánctalpakat, a figyelmeztető lámpák helyét módosították, így a vezető jobban láthatta azokat.
- Újabb, immár a hatodik, 100 darabos sorozat; Krauss-Maffei, 55 db (Alvázszám: 11063-11117), MaK, 45 db (Alvázszám: 20893-20937). A szállítás időpontja: 1989 május–1990 április. Majd egy kisebb sorozat; Krauss-Maffei, 41 db (Alvázszám: 11118-11158), MaK, 34 db (Alvázszám: 20938-20971) 1992-ben.
- Svájcban Pz87 néven licencben gyártották, de a svájciak változata több fontos ponton eltér német társaitól: svájci fejlesztésű géppuskák és kommunikációs eszközök, megnövelt ABV védelmi képességek. Összesen 380 db készült belőle.

Az összes korábbi modellt feljavították a 2A4 szintjére.
A hidegháború alatt az NSZK és Hollandia nagy számú harckocsit tartott hadrendben ebből a változatból. Mikor a hidegháború véget ért, mindkét ország felismerte, hogy nincs már szükségük ennyi harckocsira, ezért kiárusították a tartalékállományuk nagyobb részét. Számos – főként európai – ország vásárolt belőlük.

### Leopard 2A5

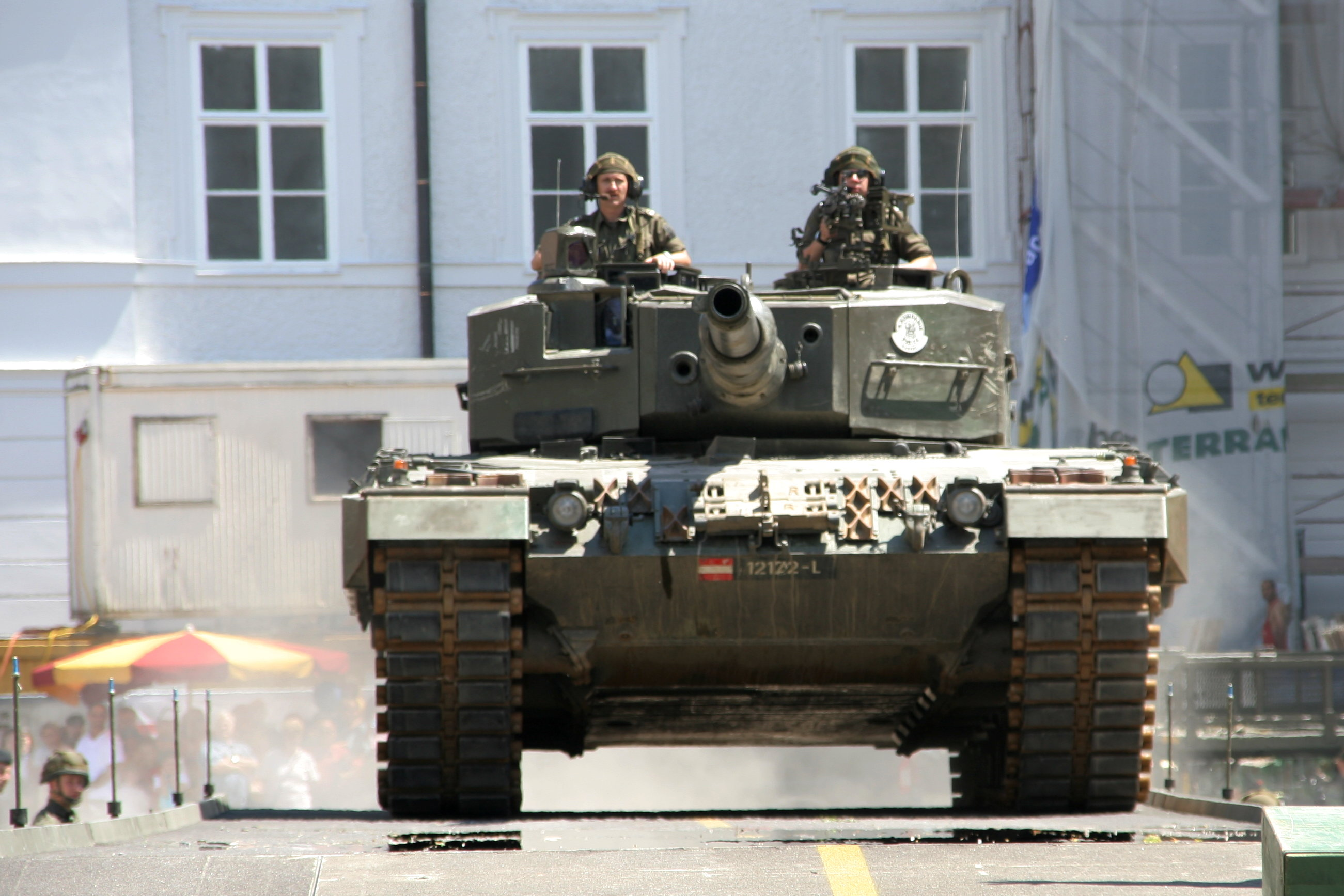
Osztrák Leopard 2A4

Az A5 változaton vezették be az ék alakú páncélzatot a torony elülső és oldalsó részein. Fő funkciója a tompa töltetek elleni fokozott védelem, de a kinetikus energiájú töltetek ellen is hatásosabb védelmet nyújt, mert a lövedék irányát megváltoztatja, és így erodálja őket. Az ágyú takaróköpenyét is módosították az új páncélzatnak megfelelően. A fő páncélzat rétegeit is javították némileg. A küzdőtér repeszek ellen védő betéteket kapott, így csökkentve a szilánkveszélyt, amennyiben a páncélzaton átüt egy lövedék. Az oldalsó peremeket kicserélték. A parancsnok célzókészülékét áttették a kibúvó nyílása mögé, valamint egy független infra éjjellátó készüléket kapott. Az irányzó célzókészüléke a torony tetejére került. Új, nehezebb csúszóajtó került a vezető kibúvónyílására. A torony vezérlése teljesen elektromos lett, ami növelte a megbízhatóságot és a biztonságot, ugyanakkor csökkentette valamelyest a tömeget. Ez a változat a német harckocsi-zászlóaljaknál 1998 közepén lépett szolgálatba.
A Leopard 2 (S) a Leopard 2A5 javított svéd változata. Svédországban az Strv 122 típusjelet kapta. Erősebb a torony felső részének és a teknő homlokának páncélzata, továbbá módosították a tűzvezető rendszert is. Kívülről nézve a francia gyártmányú GALIX ködfejlesztők, a módosított tárolórekeszek és a vastag tetők különböztetik meg a 2A5-től.

### Leopard 2A6

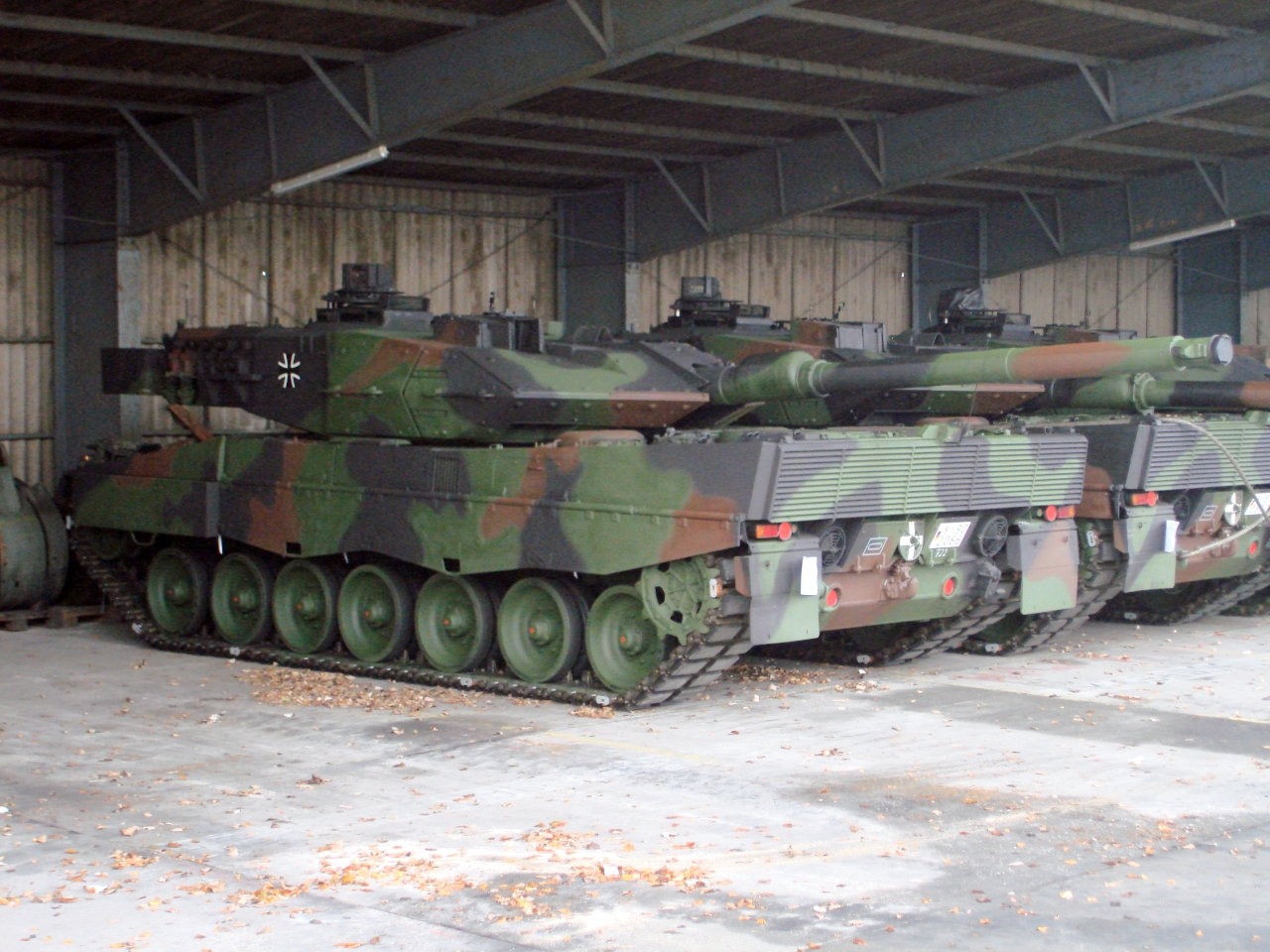
Német Leopard 2A6 harckocsik

Új Rheinmetall L/55 típusú ágyúkat kapott. Az űrméret maradt 120 mm, de a cső 130 centiméterrel hosszabb lett. A megnövelt hossz lehetővé teszi olyan lőszertípusok használatát, melyek nagyobb gáznyomást és kezdősebességet igényelnek a korábbiakhoz képest. A német és a holland gyorsreagálású harckocsi-zászlóaljak mind ezt a változatot alkalmazzák. Kanada 40 db 2A6 vásárlását jelentette be, melyeket Hollandia 2007 őszére szállít le nekik.
A Leopard 2A6M az A6 alapjaira épült változat, megnövelt aknák elleni védelemmel. Kanada 20 db-ot bérel Németországtól, a Dél-Afganisztánban állomásozó kanadai NATO csapatok tűzerejének és védelmének fokozása érdekében.
A Leopard 2A6M CAN a 2A6M kanadai változata. Kívülről a torony hátsó oldalára szerelt feketedobozokról és a pokolgépek elleni kiegészítő páncélzatról lehet felismerni. A dobozokba eredetileg légkondicionáló berendezést szerettek volna szerelni, de mivel a Németországtól bérelt 20 db harckocsit csak kis mértékben módosíthatták, ezért kommunikációs eszközök kerültek oda, valamint az eredeti MG 3 géppuska is megmaradt. Negyven darab harckocsit holland készletből vásárolnak meg, ezek komolyabb módosításokon esnek majd át, többek között klímaberendezést is kapnak. Az ezeken használt FN MAG géppuskát azonban nem cserélik ki másikra, ugyanis ezek lőszere csereszabatos a Kanada által jelenleg is rendszerben tartott géppuska-lőszerrel.
A Leopard 2 Hel a 2A6 görög változata. Görögország 2003. március 20-án rendelt 170 db-ot. Példányait várhatóan 2006 és 2009 között szállítják le. Összesen 140 db-ot gyártanak le Görögországban. 2006 végén szállították le az első példányokat.

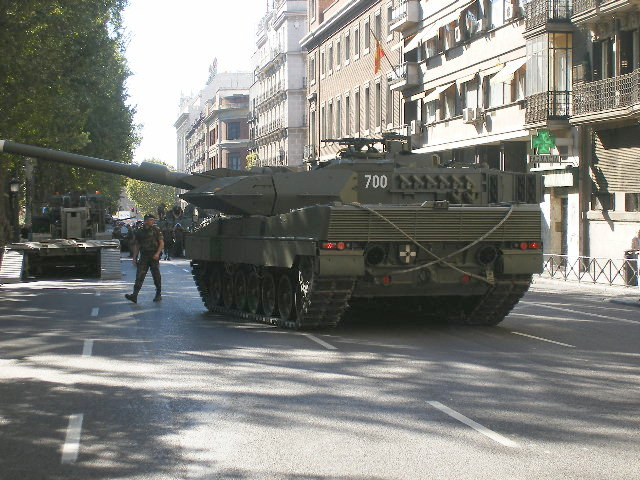
Spanyol Leopard 2E hátsó nézetben

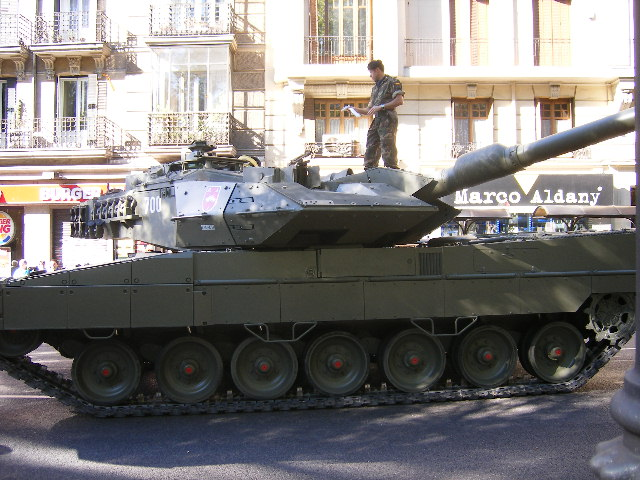
Leopard 2E a 2006-os Spanyol Nemzeti Napi Felvonuláson

A Leopardo 2E szintén a 2A6 módosítása (erősebb páncélzat), közös német-spanyol fejlesztés. A program alapját az 1995-ben megkötött együttműködési megállapodás képezte. Ez az egyezmény tartalmazta 108 db 2A4 bérletét is ötéves periódusra, az időszak később 2016-ig tolódott ki. Ezután a harckocsik a spanyol hadsereg tulajdonába kerülnek. A részleteket 2006. január 24-én publikálták, eszerint Spanyolország a 10 év bérleti idő alatt 15 124 014 eurót fizet Németországnak. 1998-ban a spanyol kormány engedélyezte a hadsereg számára 219 db Leopard 2E, 16 Leopard 2ER (Bufalo) és 4 oktatójármű beszerzését. A fő gyártópartner a Santa Barbara Sistemas lett. A csomag – melynek költségvetése 1939,4 millió euró – tartalmazza a teljes körű logisztikai támogatást, a legénység kiképzését, tartalék tornyokat, karbantartást, célokat és szimulátorokat. A szállítások 2004-ben kezdődtek meg és várhatóan 2008-ban fejeződnek be.

### Leopard 2 PSO
Ez a változat a típus városi környezethez (MOUT, Military Operations in Urban Terrain) módosított változata. A békefenntartó hadműveletek során merült fel ennek igénye. Páncélzata jobb körkörös védelmet nyújt, másodlagos fegyverállvány került rá, jobb a felderítőképessége, buldózerlapátjai vannak, ún. nem-halálos (non lethal) lőszerkészletet hordoz, kis távolságú megfigyelésre alkalmas eszközökkel rendelkezik (kamerarendszer), keresőfény és más változtatások teszik alkalmassá városi környezetben való alkalmazásra.

### Leopard 2 140mm
A '90-es évek elején a Rheinmetall belekezdett egy 140 mm-es harckocsiágyú kifejlesztésébe, elsősorban jövőbeni típusokhoz. Ez válaszlépés volt a szovjet fejlesztésékre, különösen pedig arra a feltételezésre, hogy a jövőbeni szovjet tankok 135 vagy 152 mm-es ágyúval fognak rendelkezni. Ez lett volna a Leopard 2 harmadik modernizálási programja (KWS III). Az első a KWS I volt, ennek során került a 120 mm-es L/44 ágyúk cseréje az L/55 típusra, a második (KWS II) pedig a Leopard 2A5 létrehozása. A KWS III során ismét az ágyút cserélték volna ki, mégpedig a 140 mm-es kaliberű típusra. Végül a KWS III-ra nem került sor, de az ágyú fejlesztése nem állt le, a Rheinmetall a Royal Ordnance-szal (Nagy-Britannia) és a GIAT-tal (Franciaország) dolgozik közösen az új ágyún.

### Leopard 2A7+
Ez az alváltozat 2010 nyarán jelent meg. Kifejlesztése a 2000-es évek első évtizedének háborúi és más konfliktusai során szerzett tapasztalatokon alapult. Ezekben a háborúkban a harckocsik nem ellenséges tankokkal, hanem terrorista szervezetekkel és magányos személyekkel harcoltak, sokszor nem a nyílt harcmezőn, hanem zsúfolt városi környezetben. Az általuk használt fegyverek (improvizált robbanó eszközök, RPG, rejtett aknák) teljesen más jellegűek, mint azok a szovjet harckocsik, melyek ellen a korábbi változatok páncélzata, ill. felderítőrendszere készült.
Fontosabb fejlesztések: körkörösen megerősített páncélzat, a torony tetejére szerelt új másodlagos, gyalogság elleni fegyver, új lőszertípusok az ágyúhoz, körkörös kilátás éjjel-nappal, gyalogsági telefon, csendes üzemmód, akadályeltávolító eke, légkondicionáló rendszer. A harckocsi tömege 67,5 t lett, emiatt az erőátviteli rendszer és a futómű is módosult. Az A7 verzió beszerzési költsége egyedi igények és logisztikai csomag függvényében 15-20 millió euróra tehető harckocsinként.
Valamennyi korábbi Leopard 2 típus továbbfejleszthető erre a variánsra. A német hadsereg összesen 150 db A6-ot fejleszt tovább. Az A7 változatot Katar, Magyarország és Norvégia rendelte meg eddig – utóbbi 2023 februárjában.

### Leopard 2A8
A harckocsi legújabb változata, mely a Magyarország számára készült Leopard 2A7HU harckocsikon alapul, annak továbbfejlesztett változata. A tervek szerint erősebb páncélzattal és motorral, jobb kommunikációs és érzékelő rendszerekkel, valamint Trophy aktív védelmi rendszerrel lesz felszerelve. A német és a cseh kormány tervez jelentős mennyiséget rendelni a Leopard 2 harckocsi legújabb változatából.

### Speciális feladatú változatok

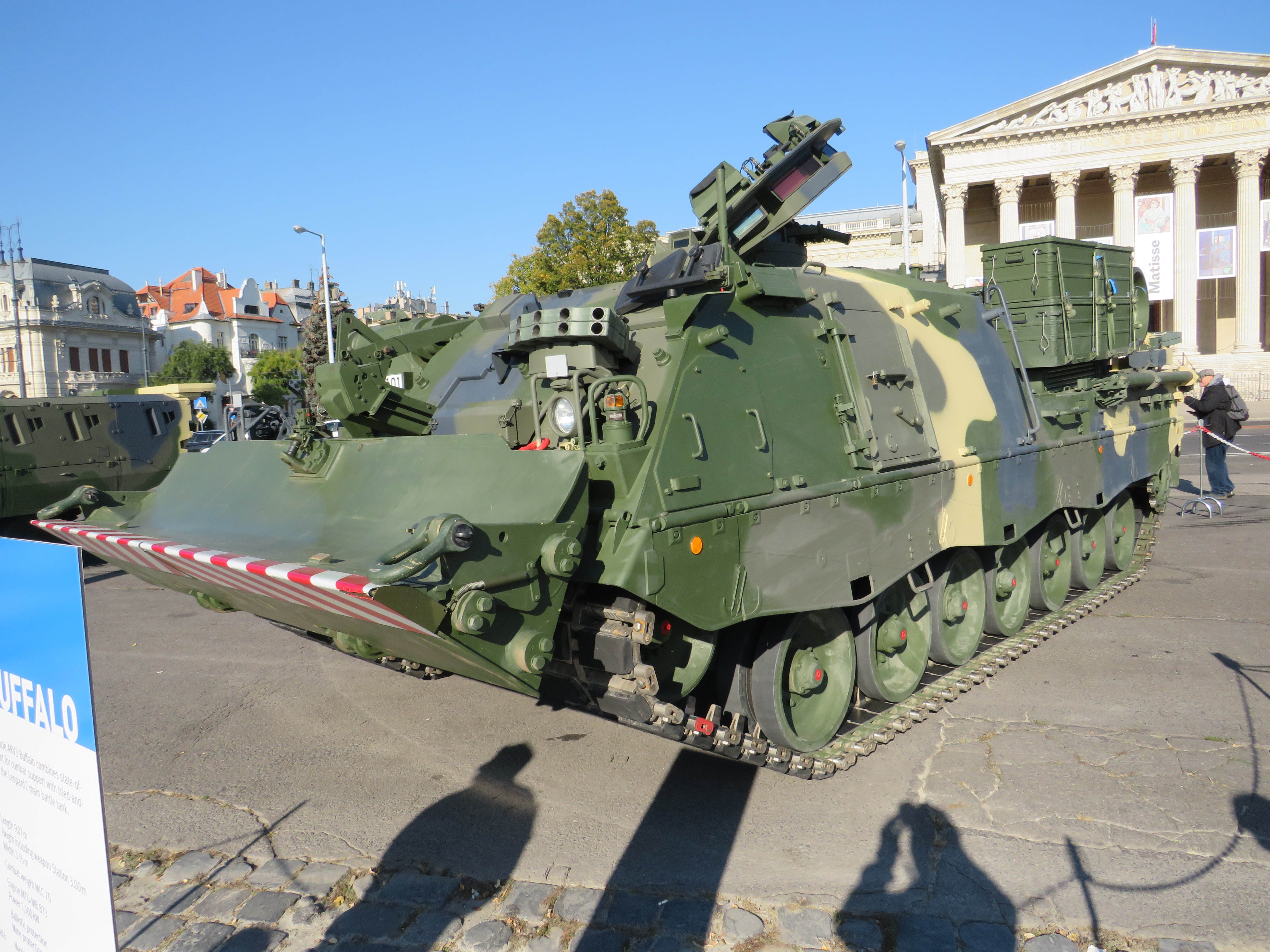
BPz3 "Büffel" magyar színekben

##### Bergepanzer BPz3 "Büffel"
Páncélozott vontató-mentő változat. Buldózer, csörlőszerkezet és daru van rajta. Bármilyen terepen meg tudja közelíteni a sérült, lerobbant járműveket és mentési munkálatokat tud végezni. Önvédelmi célokra egy géppuskát is szereltek rá, továbbá ködfejlesztőt és teljes ABV védelmet kapott. A harci változathoz hasonlóan, ennek is egy 1500 LE dízelmotor a fő erőforrása. Szolgálatban van Németországban, Hollandiában, Ausztriában, Görögországban, Spanyolországban (Leopard 2ER Bufalo néven) és Svédországban (Bgbv 120 néven). A Magyar Honvédség 9 darabot rendelt belőle, az első példány 2022 szeptemberében meg is érkezett Magyarországra.

##### Panzerschnellbrücke 2
A Leopard 2 alapjaira épített páncélozott hídvető változat. A MAN Mobile Bridges GmbH fejlesztette ki. Mobil hídelemeket hordoz, és az ezekből épített hídon szinte bármilyen jármű biztonsággal átkelhet, bármilyen vízen. Ezt a változatot csak Németország és Hollandia tartja hadrendben Bruglegger MLC 70 néven.

##### Pionierpanzer 3 "Kodiak"
Harci mérnöki változat. Csak Svájcban használják. Buldózer, exkavátor és dupla csörlő van rajta, hiányzik róla a torony és teljesen páncélozatlan. Fő alkalmazási területe az akadályelhárítás. Aknamezők megtisztítására is alkalmas.

##### WiSENT 2
Többfunkciós műszaki harckocsi, amely képes sérült, elakadt harcjárművek mentésére, vontatására; árokásásra, daruzásra vagy éppen aknamentesítésre és kisebb hidak lefektetésre egyaránt. A Magyar Honvédség 5 darabot rendelt belőle.

##### Leguan
Hídvető harckocsi 14 és 26 méteres hídelemek lefektetéséhez. A Magyar Honvédség 3 darabot rendelt belőle.

##### Fahrschulpanzer
Harckocsi-vezetők kiképzésére használt változat. A torony helyén egy fixen beépített megfigyelőkabin és egy ágyúmakett található. A toronyban az oktató ül, aki bármikor át tudja venni az irányítást. A járműben két további megfigyelő személy is helyet foglalhat.

## Leopard 2 harckocsik a Magyar Honvédségben
A Krauss-Maffei Wegmann vállalatcsoporttal 2020 decemberében kötött szerződés értelmében 44 db új Leopard 2 A7+ (A7HU) és 24 db PzH 2000 (Panzerhaubitze 2000) önjáró löveggel, valamint az ezekhez tartozó kiegészítő eszközökkel és szolgáltatásokkal gyarapodik a Magyar Honvédség arzenálja. A kiképzésre további 12 db Leopard 2 A4HU harckocsit bérel a Honvédség, melyek a bérleti idő letelte után magyar tulajdonban maradnak.
A harckocsik támogatására 3 db Leguan hídvető harckocsi, és 5 db WISENT 2 műszaki-mentő harckocsi is megrendelésre került. Később, 2020-ban a Honvédség 9 darab BPz 3 "Büffel" műszaki mentő harckocsit is megrendelt.
A 12 db A4 2020. december 1-ig mind beérkezett a tatai dandárhoz – a magyar harckocsizó fegyvernem otthona.
Az első Leopard 2A7 harckocsik 2023. december 6.-án megérkeztek, várhatóan és 2025-re lesz teljes a flotta.
A magyar Leopard 2-eseknek otthont adó tatai bázison egy világszínvonalú Leopard 2 szimulátor is telepítésre kerül, a harckocsit gyártó KMW által a személyzet gazdaságos és hatékony kiképzésének céljából.
A nyilvánosságra került látványtervek alapján a magyar Leopard 2A7HU harckocsik deFNder Medium típusú távirányított fegyverrendszerrel lesznek felszerelve.
Az első magyar Bergepanzer BPz3 "Büffel" műszaki-mentő harckocsi 2022. szeptember 23-án került átadásra Honvédség számára, és ezzel megkezdődik a személyzet kiképzése.

2023 december 14-én átadták a Magyar Honvédség első 5 darab Leopard 2A7HU típusú harckocsijait egy Wisent-2 műszaki harcjármű és egy Leguan hídvető harckocsival egyetemben. 

A Magyar Honvédség Leopard 2 harckocsijai
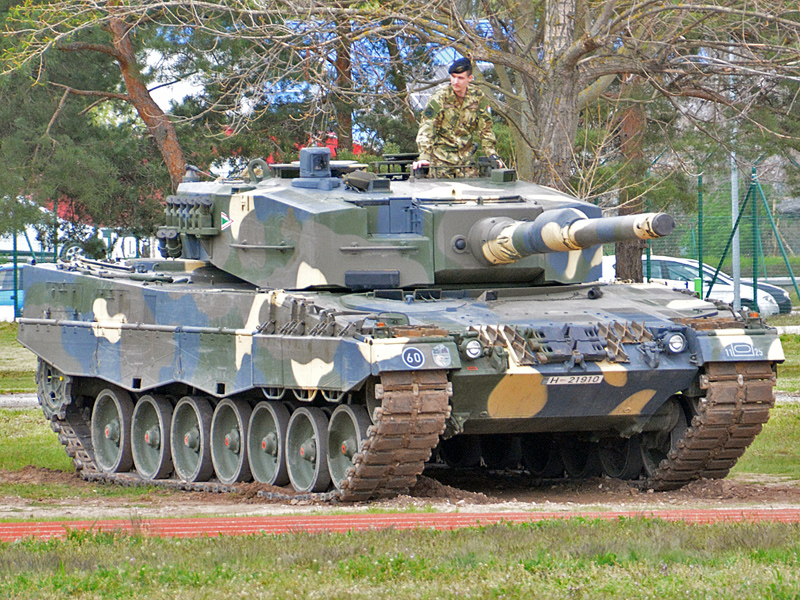
Egy magyar Leopard-2A4-es harckocsi egy bemutatón
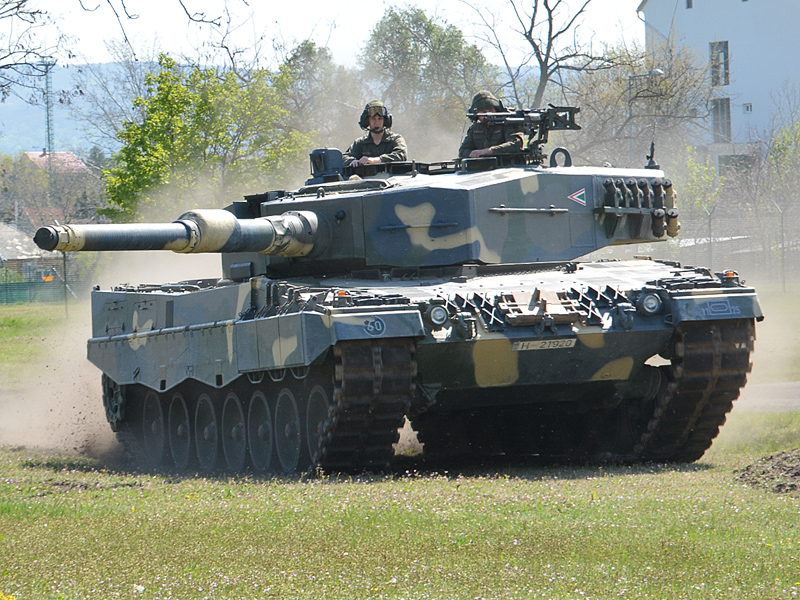
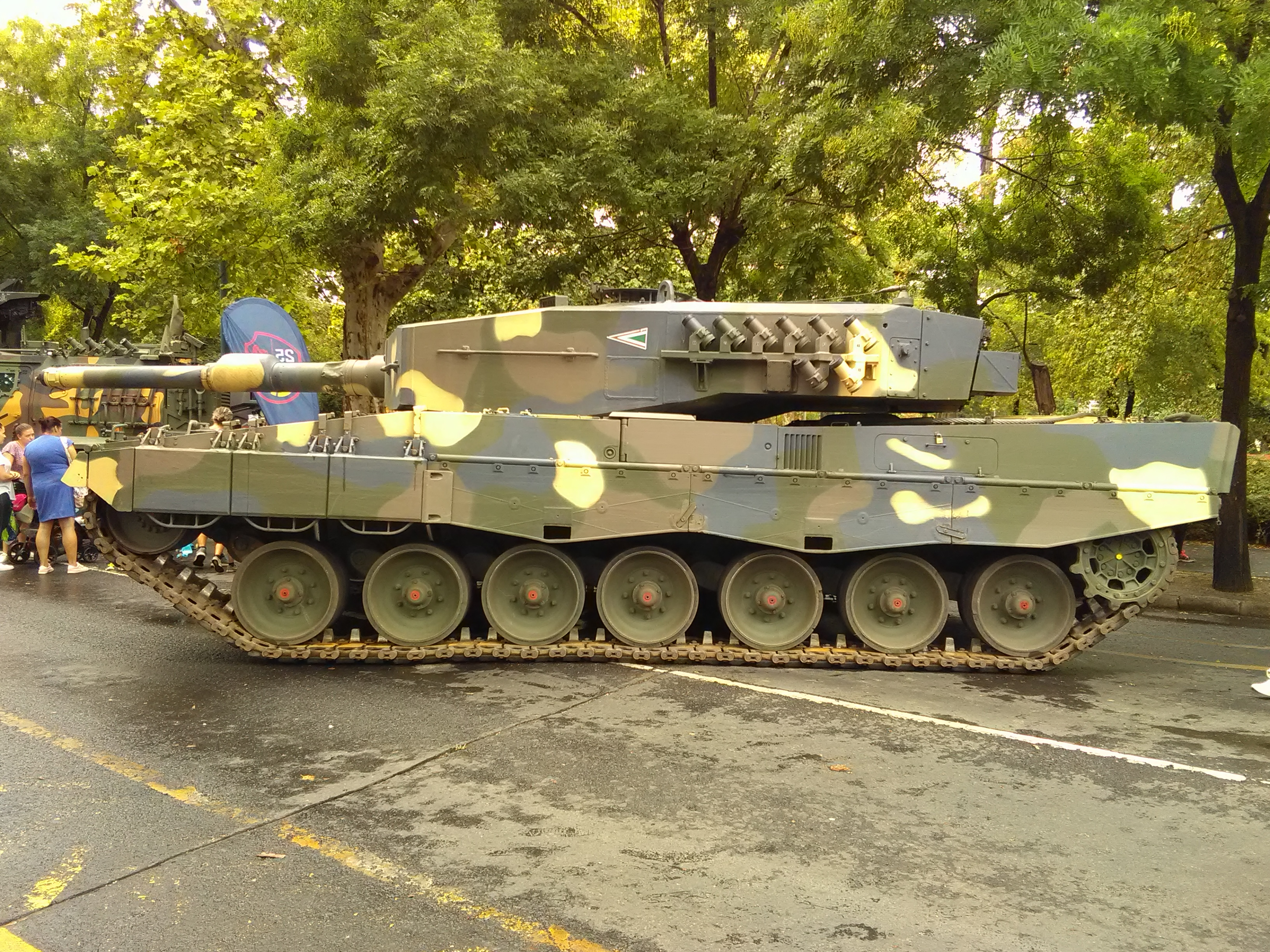
Leopard 2A4HU harckocsi a Városligetben kiállítva (2022)
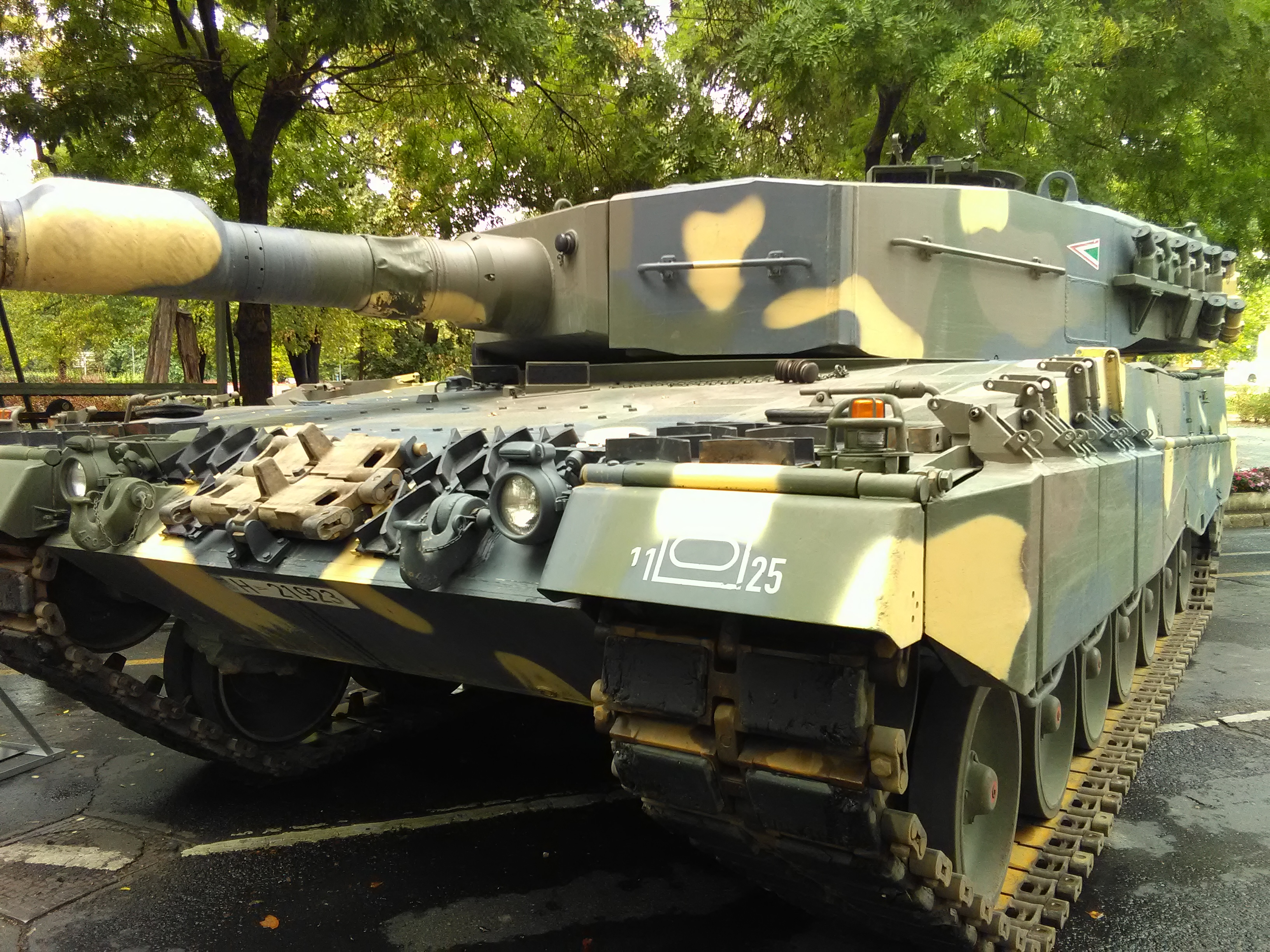
Leopard 2A4HU harckocsi a Városligetben kiállítva (2022)
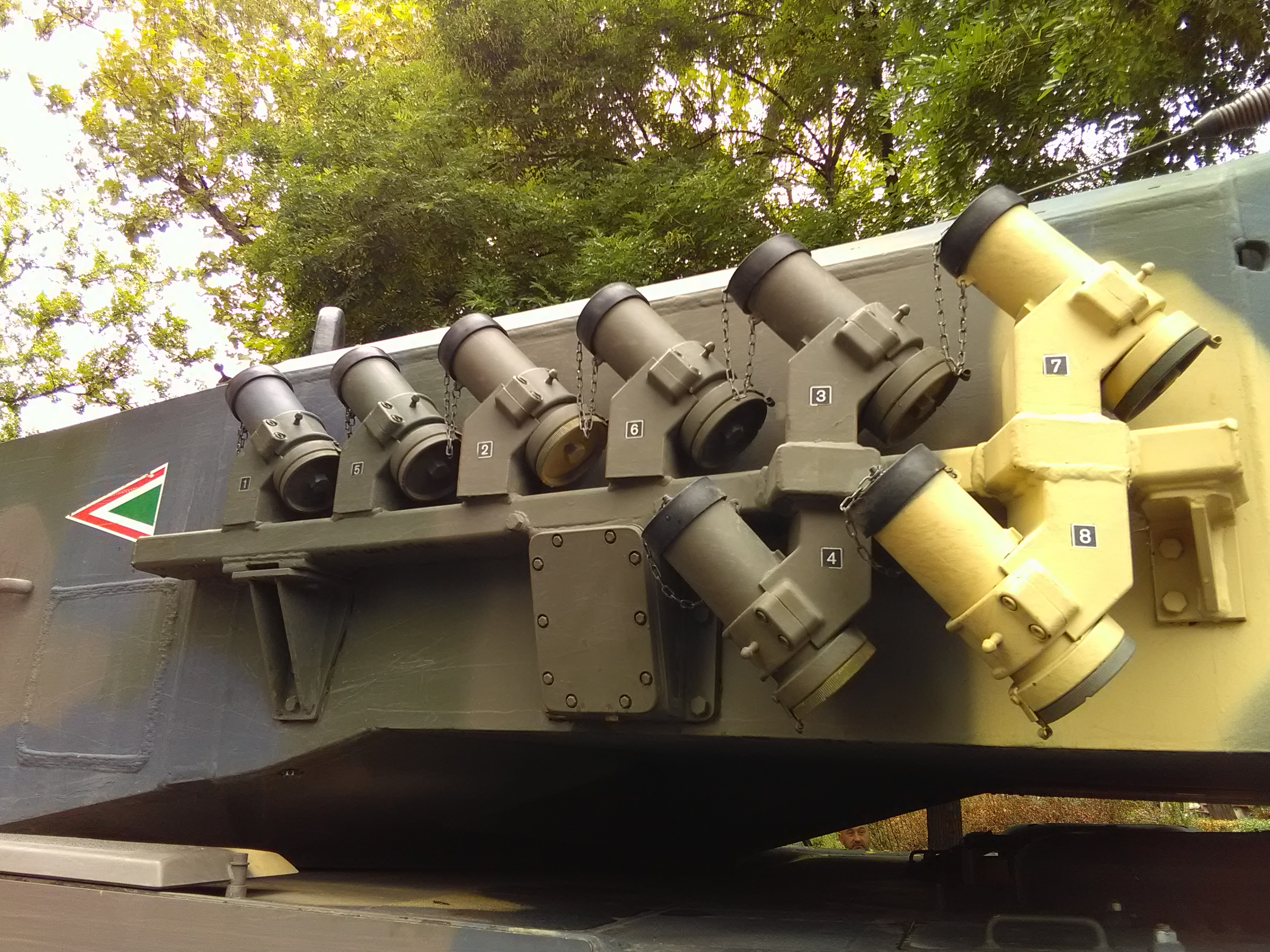
76mm-es ködgránátvetők a Leopard 2A4HU harckocsin

## Rendszeresítő államok
- Ausztria, 114 db Leopard 2A4
- Chile, 118 db Leopard 2A4 (2007)[41]
- Csehország, 14 db Leopard 2A4 harckocsit kap Németországtól az Ukrajnának átadott fegyverekért cserébe[42]
- Kanada 100 db-ot vásárolt 2007-ben Hollandiától (40 db 2A4M, 40 db 2A6NL és 20 egyéb jármű). 20 db Leopard 2A6M-et Németországtól bérelnek.[43]
- Dánia, 57 db Leopard 2A5DK[44]
- Finnország, 124 db Leopard 2A4
- Németország, 457 db Leopard 2 (2007), 394 db Leopard 2 (2011)[45]
- Görögország, 353 db (183 db 2A4, 170 db Leopard 2A6 HEL)
- Hollandia, 82 db Leopard 2A6, további 28 db Leopard 2A6 tartalékállományban 2011-ben kivonták az összeset a hadrendből
- Norvégia, 52 db Leopard 2A4NO (a régebbi Leopard 1 tankokat cserélik le velük, később valamennyit az A5 változatra javítják fel). 2023-ban 54 darab új Leopard-2A7-es harckocsit rendeltek 2026-2031 közötti leszállítással.[36]
- Lengyelország, 128 db Leopard 2A4, további 123 db 2A4 vásárlását tervezik
- Portugália, 37 db 2A6 vásárlását tervezik
- Szingapúr, 66 db Leopard 2A4, 30 db tartalék 2A4,[46] további 36 db 2A4 vásárlása tervbe véve
- Szlovákia, 15 db Leopard 2A4 harckocsit kap Németországtól az Ukrajnának átadott fegyverekért cserébe[47]
- Spanyolország, 327 db (108 db Leopard 2A4, 219 db Leopard 2E)
- Svédország, 120 db Leopard 2(S) (Strv 122)
- Svájc, 380 db Leopard 2A4 (Pz 87); ebből 2023-ban 25 darabot visszavásárol Németország a Bundeswehr részére, saját hiányainak pótlására, „haderőfejlesztésére”.[48]
- Törökország, 354 db Leopard 2A4
- Magyarország 44 darab Leopard 2A7+-t, 12 darab használt Leopard 2A4-t, 3 db Leguan hídvető harckocsit, és 5 db WiSENT 2 műszaki- mentő harckocsit rendelt meg 2018. december 19-én[49][50] A 12 db A4 2020. december 1-ig mind beérkezett.[51] Az első A7HU 2023. december 6-án érkezett meg Tatára.
- Ukrajna – az ukrán fegyveres erők több tucat Leopard 2 harckocsit kap hadisegélyként[52]

## Bibliográfia

### Publikációk
- Jerchel, Michael, Uwe Schnellbacher. Leopard 2 Main Battle Tank 1979-1998. New York, United States of America: Osprey, 48. o. (1998). ISBN 1-85532-691-4

### Filmek
- Leopard 2 MBT Documentary (YouTube videó)
- The MBT Leopard 2 Industrial Group
- A Krauss-Maffei Wegmann (KMW) viedoja